# Saint-Sigismond-de-Clermont
Saint-Sigismond-de-Clermont település Franciaországban, Charente-Maritime megyében. Lakosainak száma 162 fő (2022. január 1.). Saint-Sigismond-de-Clermont Clion, Consac, Guitinières, Nieul-le-Virouil, Plassac és Saint-Genis-de-Saintonge községekkel határos.

## Népesség
A település népessége az elmúlt években az alábbi módon változott:
| Lakosok száma | 137  | 114  | 107  | 155  | 168  | 164  | 159  | 155  | 158  | 162  |
|               | 1968 | 1982 | 1990 | 2006 | 2013 | 2015 | 2017 | 2019 | 2020 | 2022 |